# Jessica Lucas
Jessica Trace Lucas (Vancouver, 24 de setembro de 1985) é uma atriz e cantora canadense.
Jessica começou a atuar quando tinha apenas sete anos e começou a treinar profissionalmente no Children’s Theater Arts, onde estudou de 1994 até 1999. Então Jessica começou a atuar em peças do teatro local como A Branca de Neve e os Sete Anões, Grease e Cinderela, entre outros.Atualmente, está em Gotham, série da Warner.

## Filmografia
| Ano  | Título                            | Papel          |
| ---- | --------------------------------- | -------------- |
| 2006 | She's the Man                     | Yvonne         |
| 2006 | The Covenant                      | Kate Tunney    |
| 2008 | Cloverfield                       | Lily Ford      |
| 2008 | Amusement                         | Lisa Swan      |
| 2011 | Big Mommas: Like Father, Like Son | Haley Robinson |
| 2013 | Evil Dead                         | Olivia         |
| 2014 | That Awkward Moment               | Vera           |
| 2014 | Pompeii                           | Ariadne        |

## Televisão
| Ano       | Título                         | Papel                   | Notas                           |
| --------- | ------------------------------ | ----------------------- | ------------------------------- |
| 2000      | Seven Days                     | Rita                    |                                 |
| 2001      | The Sausage Factory            | Haley                   |                                 |
| 2001-2005 | Edgemont                       | Bekka Lawrence          | Elenco principal (47 episódios) |
| 2002      | Damaged Care                   | Tasha Peeno             | Telefilme                       |
| 2002-2003 | 2030 CE                        | Jakki Kaan              | Elenco recorrente               |
| 2003      | Romeo!                         | Jessica                 |                                 |
| 2004      | The L Word                     | Roxanne                 |                                 |
| 2004-2005 | Life as We Know It             | Sue Miller              | Elenco regular (13 episódios)   |
| 2006      | Secrets of a Small Town        |                         | Piloto                          |
| 2006      | Split Decision                 | Heather Faustino        | Telefilme                       |
| 2007      | CSI: Crime Scene Investigation | Ronnie Lake             | Elenco recorrente (4 episódios) |
| 2008      | 90210                          | Kimberly McIntyre       | Elenco recorrente (4 episódios) |
| 2009-2010 | Melrose Place                  | Riley Richmond          | Elenco principal (18 episódios) |
| 2011      | Friends with Benefits          | Riley Elliott           | Elenco principal (13 episódios) |
| 2011      | Psych                          | Lilly Jenkins           |                                 |
| 2013      | Cult                           | Skye Yarrow             | Elenco principal (13 episódios) |
| 2015      | Gotham                         | Thabita Galavan/Tigresa | Elenco Principal                |
| 2019      | The Murders                    | Kate Jameson            |                                 |